# Серафим Архимандритов
Серафим Архимандритов е български общественик и духовник от Македония.

## Биография
Роден е в Йелошник в семейството на поп Саве. Учи в Бигорския манастир. Серафим Архимандритов е учител в Тетово между 1838 и 1848 година. Поддържа духовно училище, в което момчетата да учат църковния ред, за да могат после да бъдат ръкополагани за свещеници.
На 9 февруари 1866 година е ръкоположен за свещеник. Хаджи иконом поп Серафим Архимандритов е пръв председател на Тетовската българска община и архиерейски наместник на митрополит Кирил Скопски в Тетово.
На 20 май 1878 година иконом поп Серафим и Зафир Николов от името на Тетовската българска община подписват Мемоара на българските църковно-училищни общини в Македония, с който се иска присъединяване на Македония към новообразуващата се българска държава. През септември 1880 година, като тетовски архиерейски наместник той моли екзарх Йосиф I да се застъпи пред Високата порта за владението на мястото на изгорялата тетовска църква „Свети Никола“, оспорвана от гръцките духовни власти. Екзарх Йосиф I подава такрир до Портата.
Умира на 25 март 1894 година.